# Liste der Pfarren im Dekanat Göttweig
Das Dekanat Göttweig ist ein Dekanat der römisch-katholischen Diözese St. Pölten. Bis zum 31. August 2008 trug es den Namen Dekanat Oberwölbling.

## Pfarren mit Kirchengebäuden und Kapellen
| Pfarre               | Ink.                  | Seit                        | Patrozinium            | Kirchengebäude und Kapellen                            | Bild |
| -------------------- | --------------------- | --------------------------- | ---------------------- | ------------------------------------------------------ | ---- |
| Arnsdorf             |                       | 12. Jh.                     | Hl. Rupert             | Pfarrkirche Arnsdorf Filialkirche Mitterarnsdorf       |      |
| Brunnkirchen         | Göttweig (OSB)        | 1784                        | Hl. Urban              | Pfarrkirche Brunnkirchen                               |      |
| Furth                | Göttweig (OSB)        | 1784                        | Hl. Wolfgang           | Pfarrkirche Furth bei Göttweig Filialkirche Klein-Wien |      |
| Gansbach             | Göttweig (OSB)        | Mitte 12. Jh.               | Hl. Bartholomäus       | Pfarrkirche Gansbach                                   |      |
| Hain                 | Herzogenburg (CanReg) | 1783                        | Mariä Empfängnis       | Pfarrkirche Kleinhain                                  |      |
| Hollenburg           |                       | Mitte 12. Jh.               | Mariä Himmelfahrt      | Pfarrkirche Hollenburg Wetterkreuzkirche               |      |
| Maria Langegg        |                       | 1783                        | Mariä Geburt           | Pfarrkirche Maria Langegg                              |      |
| Mautern an der Donau | Göttweig (OSB)        | 11. Jh.                     | Hl. Stephan            | Pfarrkirche Mautern an der Donau                       |      |
| Oberwölbling         |                       | 12. Jh.                     | Hll. Petrus und Paulus | Pfarrkirche Oberwölbling Filialkirche Unterwölbling    |      |
| Obritzberg           |                       | 12. Jh.                     | Hl. Laurenz            | Pfarrkirche Obritzberg                                 |      |
| Paudorf-Göttweig     | Göttweig (OSB)        | 1993 1083 Mariä Himmelfahrt | Hl. Altmann            | Pfarrkirche Paudorf-Göttweig                           |      |
| Rossatz              | Göttweig (OSB)        | 13. Jahrhundert             | Hl. Jakobus der Ältere | Pfarrkirche Rossatz                                    |      |
| Statzendorf          | Herzogenburg (CanReg) | 1784                        | Hl. Markus             | Pfarrkirche Statzendorf                                |      |
| Unterbergern         | Göttweig (OSB)        | 1784                        | Hl. Johannes Nepomuk   | Pfarrkirche Unterbergern                               |      |

## Dekanat Göttweig
Das Dekanat umfasst 15 Pfarren.

## Dechanten
- 1941–1951 P. Bruno Maurer, Pfarrvikar in Unterbergern[2]
- 1951–1970 Leopold Müllner, Pfarrer in Oberwölbling[3]
- 1970–1972 P. Benedikt Ramoser, Pfarrvikar in Göttweig[4]
- 1972–1983 P. Florian Buchmayr, Pfarrvikar in Mautern an der Donau[5]
- 1983–1994 Leopold Schagerl, Pfarrer in Oberwölbling[6]
- 1994–2007 P. Albert Dexel, Pfarrer in Gansbach[7]
- 2007–2010 P. Benno Maier, Pfarrer in Furth[8]
- 2010–2020 P. Clemens Reischl, Pfarrer in Mautern an der Donau
- 2020–2021 P. Josef Lackstätter, Pfarrer in Furth[9]
- seit 2021 P. Benjamin Schweighofer, Pfarrer in Gansbach[10]